# Бортняк, Анатолий Агафонович
Анато́лий Агафо́нович Бортня́к (27 апреля 1938, Александровка, УССР, СССР — 22 июля 2009, Винница, Украина) — советский и украинский поэт, публицист, переводчик, литературовед. Состоял в Союзе писателей Украины с 1965 года.

## Биография
Родился 27 апреля 1938 года в учительской семье в селе Александровка (Тростянецкий район), Винницкая область. Военное и послевоенное детство прошло в с. Жабокрич, Крыжопольский район. Окончил филологический факультет Одесского университета (1960). Работал в тульчинской районной газете, Винницком областном телерадиокомитете (старшим редактором художественного вещания). В течение 1974—1986 годов возглавлял Винницкую организацию НСПУ. Был первым председателем областного Общества украинского языка (ныне — «Просвита»). В 1992—2000 годах — обозреватель по вопросам литературы и искусств «Винницкой газеты».
Умер 22 июля 2009 года в Виннице на 71-м году жизни.

## Литературная деятельность
Первая публикация — в 1955 году. При жизни вышло более 30 сборников лирики, библейских перепевов, стихов для детей, литературных пародий, сатирических миниатюр, публицистики. В своих произведениях поэт сочетал лирику с остросюжетной публицистикой, работал в жанрах литературной пародии, эпиграммы и шаржа, делал переводы, писал критические обзоры, выступал с рецензиями, литературоведческими изысканиями.
Основная тематика его творчества — это история и современная жизнь родного края, нравственные и этические проблемы, философское осмысление человеческого бытия, воспитание национального достоинства, экологической культуры. Оригинальной частью его поэтики является иронично-аллегорические интерпретации мифологических сюжетов народов мира под углом зрения современных общественно-политических и духовных проблем Украины. Значительное место в его творчестве занимает тема защиты родного языка, культуры, сохранения народных традиций.
В переводе на русском языке — сборник стихов «Открытый взгляд» (1981), стихи для детей «Да или нет?» (1990); на кабардинском — «Насыпь нал» («Подкова счастья», 1989); отдельные произведения — на белорусском, молдавском, казахском, балкарском, чувашском, коми, польском, болгарском, словацком, венгерском, иврите печатались в США, Канаде, Австралии.

## Награды и почётные звания
Лауреат областных литературных премий им. Николая Трублаини и им. Михаила Коцюбинского (1981) (с 1992 года эта премия — Всеукраинская), а также Всеукраинских — им. В. Сосюры (за лирику, 1985 г.), им. А. Копыленко (за произведения для детей 1987 г.), им. С. Олейника (за сатирические сборники, 1991 г.), «Серебряный Эней» (за сатирически-юмористические публикации в журнале «УС», 1993 г.), им. С. Руданского (за сатиру и юмор, 1995 г.), им. Олексы Гирныка, им. Е. Гуцало (2003). В 1995 году отмечен Международной премией за цикл иронических катренов «Библейская аллегория» (США, Филадельфия). В 1997 году стал дипломантом Международного конкурса «Создадим современную украинскую патриотическую песню» (Всеукраинский музыкальный союз вместе с Украинским культурным центром г. Детройта-Уоррена, США).
Орден «За заслуги» III степени (1998), медали, почётная грамота Верховной Рады Украины.

## Память
В 2010 году вышли в свет воспоминания современников о поэте — «На громах настоянный казначей» (2010). В 2009 году в с. Жабокрич Крыжопольского района заложен сквер имени Анатолия Бортняка, в памятные апрельские дни вручается литературная премия его имени. В 2012 году имя Анатолия Бортняка получила одна из улиц микрорайона «Подолье» в Виннице. В 2013 году VI Всеукраинский фестиваль поэзии на Подолье «Подкова Пегаса» был посвящён 75-летнему юбилею поэта.